# Valdir Antonio Taddei
Valdir Antonio Taddei (Urupês, 31 de dezembro de 1942–São José do Rio Preto, 7 de agosto de 2004) foi um professor e zoológo brasileiro, conhecido por seus estudos com sistemática e história natural de morcegos . Taddei graduou-se em História Natural em 1966 na Faculdade de Filosofia, Ciências e Letras de São José do Rio Preto, que viria a se tornar parte da Universidade Estadual Paulista. Na mesma instituição, obteve seu doutorado em Zoologia em 1973, com a tese intitulada "Phyllostomidae da região Norte-Ocidental do Estado de São Paulo". Junto com seu orientador de doutorado, o herpetólogo Luiz Dino Vizotto, foi um dos pioneiros no uso de redes de neblina para a captura de morcegos no Brasil.
Seus estudos com redes-de-neblina na região noroeste de São Paulo reveleram a presença de espécies raras como Macrophyllum macrophyllum e Vampyressa pusilla. 
. Na mesma região, o pesquisador capturou dezenas de exemplares de Chiroderma doriae, que forneceu novos dados sobre sua dieta e reprodução, além de possibilitar a redescrição da espécie, que era conhecida por menos de cinco exemplares até então.  Taddei foi responsável por formar um coleção científica com mais de 10.000 exemplares de quirópteros de diversas regiões do país. Tal coleção é considerada uma das mais importantes do Brasil.
Taddei faleceu aos 62 anos vítima de complicações provocadas por um câncer de pulmão. A espécie Chiroderma vizottoi foi descrita póstumamente por Taddei e o mastozoólogo canadense Burton Lim. Uma década depois, C. vizottoi foi reclassificada como subespécie de C. doriae, com base em dados moleculares. 

## Espécies descritas por Valdir Antonio Taddei
- Chiroderma vizottoi
- Lonchophylla bokermanni
- Lonchophylla dekeyseri

## Táxons em sua homenagem
- Eptesicus taddeii, um morcego da família Vespertilionidae, foi descrita em homenagem a Valdir Taddei.[8]

## Páginas da Web
Obituário na Agência FAPESP